# Arandilla (Burgos)
Arandilla ist ein nordspanischer Ort und eine Gemeinde (municipio) mit nur noch 150 Einwohnern (Stand: 2024) im Süden der spanischen Provinz Burgos in der autonomen Region Kastilien-León. Der Ort gehört zur bevölkerungsarmen Region der Serranía Celtibérica.

## Lage und Klima
Der Ort Arandilla liegt knapp 100 km (Fahrtstrecke) südöstlich der Provinzhauptstadt Burgos auf dem nordwestlichen Ufer des Río Arandilla in einer Höhe von ca. 890 m. Der nächstgrößere Ort, Peñaranda de Duero, ist etwa 8 km (Fahrtstrecke) in südwestlicher Richtung entfernt. Bis nach Aranda de Duero sind es weitere 18 km in westlicher Richtung. Sehenswert ist auch der unter Denkmalschutz stehende Ort Coruña del Conde (5 km nordöstlich). Das Klima ist gemäßigt bis warm; Regen (ca. 490 mm/Jahr) fällt übers Jahr verteilt.

## Bevölkerungsentwicklung
| Jahr      | 1857 | 1900 | 1950 | 2000 | 2017 |
| Einwohner | 320  | 461  | 552  | 206  | 164  |

Die Mechanisierung der Landwirtschaft und die Aufgabe bäuerlicher Kleinbetriebe haben seit der Mitte des 20. Jahrhunderts zu einem deutlichen Rückgang der Einwohnerzahlen geführt.

## Wirtschaft
Der kleine Ort war und ist in hohem Maße von der Landwirtschaft geprägt; angebaut werden vorwiegend Weizen und Gerste. Der Ort gehört zum Weinbaugebiet Ribera del Duero. Seit  der Mitte des 20. Jahrhunderts ist der Tourismus in Form der Vermietung von Ferienwohnungen (casas rurales) eine wichtige Einnahmequelle der Gemeinde.

## Geschichte
Keltische, römische, westgotische und selbst maurische Siedlungsspuren fehlen. Der Ort dürfte im Zuge der Wieder- oder Neubesiedlung (repoblación) nach der Rückeroberung (reconquista) der Gebiete nördlich des Duero im 10./11. Jahrhundert entstanden sein.

## Sehenswürdigkeiten

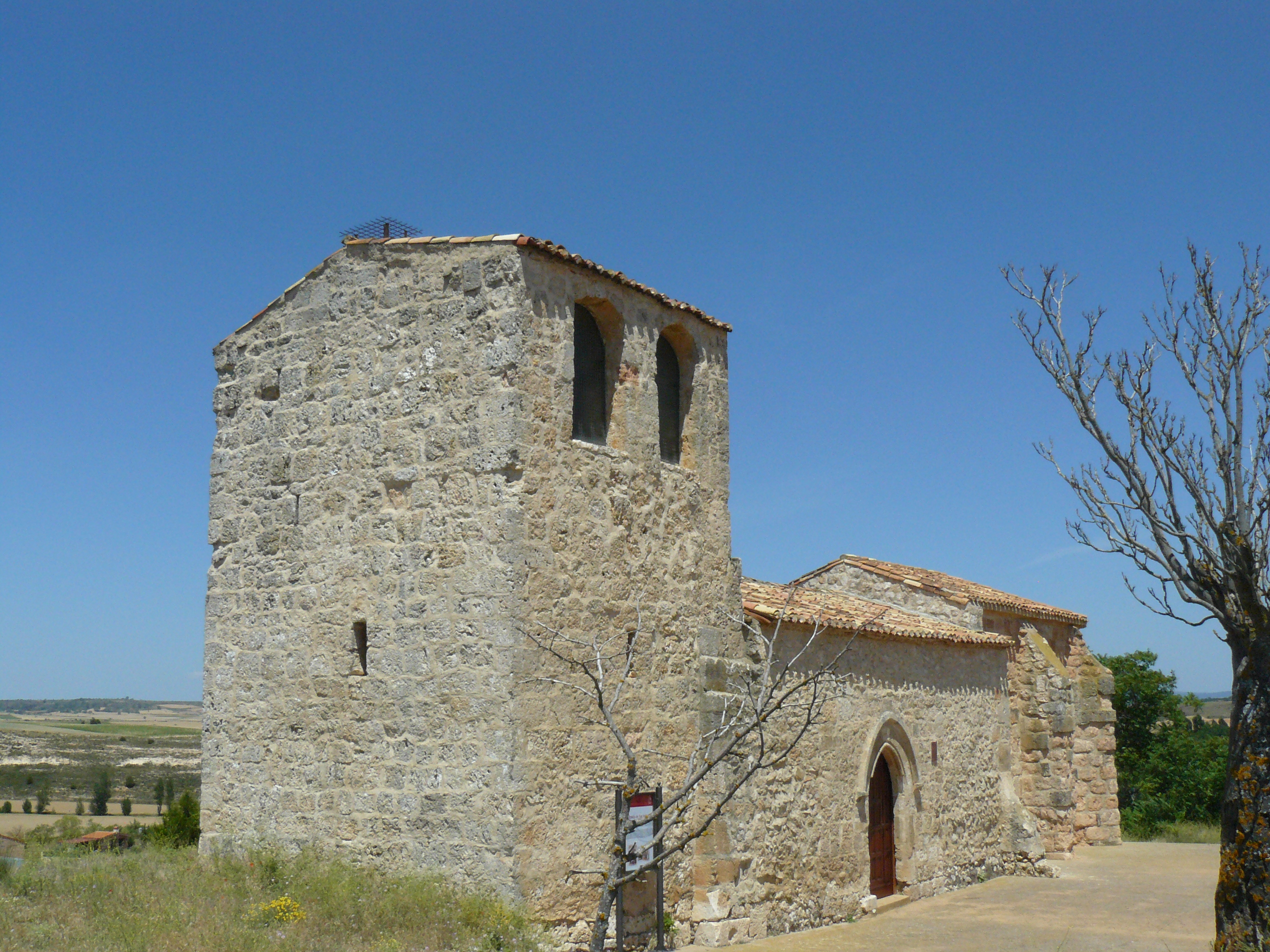
Ermita San Isidro

- Die einschiffige Iglesia de Nuestra Señora de la Asunción stammt aus dem 17./18. Jahrhundert und ist der Himmelfahrt Mariens geweiht. Sie hat einen zweigeteilten Glockengiebel (espadaña) mit Zierobelisken.
- Die ehemalige Einsiedlerkapelle (Ermita San Isidro) ist aus größtenteils aus kaum bearbeiteten Bruchsteinen gemauert und liegt auf einer Anhöhe oberhalb des Ortes. Der älteste Bauteil ist der Westturm, der ursprünglich als Wachturm diente. Bereits im 12. Jahrhundert wurde das – von einem offenen Dachstuhl bedeckte – Kirchenschiff (nave) angefügt, dessen Portal wie in der Region üblich auf der Südseite liegt. Die aus größeren und gleichmäßigen Steinen errichtete annähernd quadratische Apsis ist etwas jünger, denn sie ist höher und wird außen von Strebepfeilern gestützt.
- Im Berghang unterhalb der Ermita befinden sich einige Felsenkeller (bodegas).